# Café de la Régence

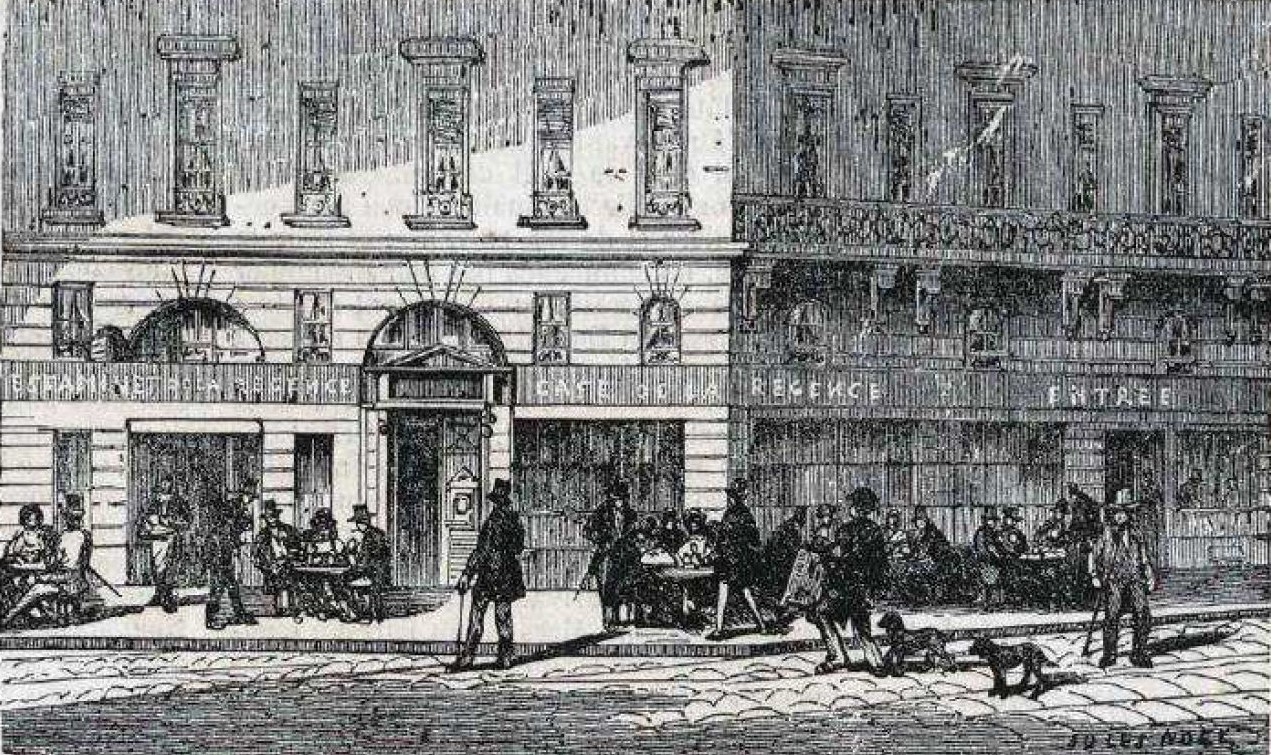
Café de la Régence, Paris

Café de la Régence là một quán cà phê Paris tồn tại từ cuối thế kỷ 17 cho tới đầu thế kỷ 20. Quán cà phê này nổi danh với vai trò trung tâm của môn cờ vua trong thế kỷ 18 và 19. Rất nhiều đấu thủ nổi tiếng và cả các vĩ nhân từng là khách hàng quen thuộc của Café de la Régence.
Café de la Régence được mở cửa vào năm 1681 tại quảng trường Palais-Royal. Đến năm 1715, quán bắt đầu lấy tên Café de la Régence và dần thu hút các khách hàng danh tiếng, trước đó tập trung ở Café Procope. Các nhân vật nổi tiếng như Denis Diderot, Rousseau, Robespierre, Benjamin Franklin, Alexandre Deschapelles... cùng những đấu thủ cờ vua như Legall, Philidor, Harwitz đều trở thành khách hàng của Café de la Régence. Napoléon Bonaparte cũng tới đây, nhưng chưa bao giờ là một đấu thủ cờ vua xuất sắc.
Năm 1843, các khánh hàng của Café de la Régence được chứng kiến cuộc đọ sức của hai đấu thủ bậc nhất của cờ vua thời kỳ đó, Pierre Saint-Amand người Pháp và Howard Staunton người Anh. Lần chạm trán trước đó tại London, Saint-Amand đã giành chiến thắng 3½-2½. Nhưng trong trận đấu ở Café de la Régence, Saint-Amand thất bại với kết quả chung cuộc 13-8.
Năm 1854, quán chuyển về phố Saint-Honoré. Năm 1859, đấu thủ Daniel Harrwitz người Đức chạm trán với Paul Morphy người Mỹ. Daniel Harrwitz thắng hai ván đầu nhưng thua ở chung cuộc. Đến năm 1910, Café de la Régence được chuyển thành nhà hàng, các đấu thủ dần rời bỏ quán. Tới 1916 thì họ chuyển hẳn sang quán Café de l'Univers.